# Супрун Степан Павлович
Супрун Степан Павлович (2 серпня 1907 — 4 липня 1941) — радянський військовий льотчик-винищувач, двічі Герой Радянського Союзу (1940, 1941).

## Біографія

### Дитинство та юність

Сім'я Супруна в Канаді. 1918. Степан у другому ряду ліворуч

Степан Супрун народився 2 серпня 1907 року в с. Річки, нині Білопільского району Сумської області, в родині українського селянина. У 1913 році Степан разом зі своєю матір'ю виїхав з Російської імперії до Канади, в місто Вінніпег, де з 1911 року жив його батько. У Вінніпезі він закінчив неповну середню школу.
У 1922 році Степан разом зі своїми братами, Григорієм та Федором, вступив до Ліги молодих комуністів. У 1924 році сім'я повернулася до СРСР. Спочатку родина жила на Алтаї, а потім переїхали до Алма-Ати. Восени 1925 року вони повернулися до Білопілля.
Степан Супрун з 1925 по 1927 рік працював столяром столярної майстерні в Сумах, з 1928 року працював токарем Сумського машинобудівного заводу.
Свій перший подвиг Супрун здійснив, коли працював піонервожатим. Він ледве не втопився в річці, рятуючи двох дітей.
У 1929 році Супруна призвали до лав Червоної армії.

### Авіація

С. П. Супрун після закінчення льотного училища (1933)

У 1929 році Супруна було направлено до школи молодших авіаційних фахівців у Смоленську, яку він закінчив у 1930 році. Член ВКП(б) з 1930 року.
У 1931 році Степан Супрун закінчив військову авіаційну школу пілотів. Служив командиром авіаційної ланки в Бобруйську та Брянську.
З 1933 року працював льотчиком-випробовувачем у НДІ Військово-повітряних сил, де начальником Супруна був Василій Степанчонок. Пізніше молодого Степана помітив командир бомбардувальника ТБ-3 Стефановський і він прийняв його до групи «Ланка» (рос. «Звено»), якою командував Вахмістров. Супрун брав участь у польотах «Звена» до 1938 року. Ставши льотчиком-випробувачем, Супрун літав більше ніж на 140 видах літаків.
У 1935 році Степан Супрун у складі пілотажної п'ятірки бере участь у повітряному параді над Красною площею Москви на честь травневих свят. За участь у параді він нагороджується золотим іменним годинником.
26 травня 1936 року Степан Павлович нагороджується орденом Леніна за випробування нових моделей літаків.
У грудні 1937 року його було обрано до ВР СРСР 1-го скликання від Севастопольського округу.
У тому ж році Супрун був виключений з партії за справою з Яном Гамарником. Але вже через два дні ЦК ВКП(б) поновила його в партії.
15 грудня 1938 року під час польоту загинув друг та учитель Степана Супруна Валерій Чкалов. На Супруна ця смерть справила велике враження. Невдовзі його почали не допускати до польотів через те, що він міг теж загинути. Але льотчик Супрун написав скаргу на ім'я народного комісара оборони Ворошилова, щоб йому дозволили пробний політ на другій за рахунком моделі літака І-180 (на першому екземплярі І-180 розбився Чкалов).
Незабаром Супруну було дозволено знову літати і він випробував на оновленому І-180 всі відомі тоді пілотажні фігури. Літак надзвичайно йому сподобався.
Однак Степан Супрун намагався знайти в літаку технічні недоліки, через які загинув Чкалов. І от якось під час одного вильоту у літаку зламалося шасі. На великій швидкості машина врізалася в землю.
На щастя, цього разу Супрун залишився живим. Його знайшли під уламками літака та відвезли до Боткінської лікарні.
Пізніше завершити випробування на І-180 доручили комбригу Сузі, але він трагічно загинув. Після цього літак був списаний з експлуатації.
Після того як Супруна було виписано з лікарні, його перевели до Кремлівської лікарні. Там йому повідомили, що в найближчому майбутньому він братиме участь у воєнному конфлікті між Японією та Китаєм на боці останнього.

Степан Супрун перед показовим польотом на літаку Heinkel. Аеродром у Ростоку (Німеччина), березень 1940року.

З червня 1939 по січень 1940 Степан Супрун брав участь у японсько-китайській війні. За цей час Супрун знищив 6 японських літаків. Також він запропонував таку технічну новинку, як встановлення на китайських та радянських літаках великокаліберних кулеметів. Завдяки цьому вогнева міць авіації союзників зросла вдвічі.
Перед самим початком німецько-радянської війни Степан Супрун бував у Німеччині, в складі радянської делегації.
20 травня 1940 року йому було вручено «Золоту Зірку» (№ 461).
На початку німецько-радянської війни Степан Супрун сформував 401-й винищувальний авіаційний полк. Невдовзі 30 червня Супрун вступив у бій над селом Зубово. Під час цього вильоту Степан Павлович збив одного німецького літака-шпигуна Henschel Hs 126. Увечері того ж дня він збив ще один літак.
2 та 3 липня 1941 року льотчики з полку під командуванням Супруна знищили ще 8 німецьких літаків та розбомбили ворожий аеродром, а з ним і 17 літаків.

## Загибель

### Перша версія загибелі
4 липня 1941 року Степан Супрун на літаку МіГ-3 в парі з лейтенантом Остаповим вилетів у розвідку. Слід додати, що це був вже четвертий виліт Супруна за день.
Раптом Остапов помітив ворожий літак і полетів за ним, але був підбитий (через два дні поранений Остапов, який врятувався завдяки парашуту, повернувся до полку). Супрун залишився один.
Коли ас повертався до аеродрому, над містом Толочин Вітебської області йому трапилися 6 німецьких літаків. Він залишився сам на сам із ними і прийняв бій. Невдовзі він підбив один Messerschmitt Bf 109, але 5 інших обстріляли літак радянського льотчика.
Пораненому Супруну вдалося посадити зламаний літак, однак вибратися з кабіни він вже не встиг. Літак відразу ж вибухнув.
Це ж описали і місцеві жителі, які бачили бій. Після цієї трагедії вони таємно поховали тіло відомого льотчика.

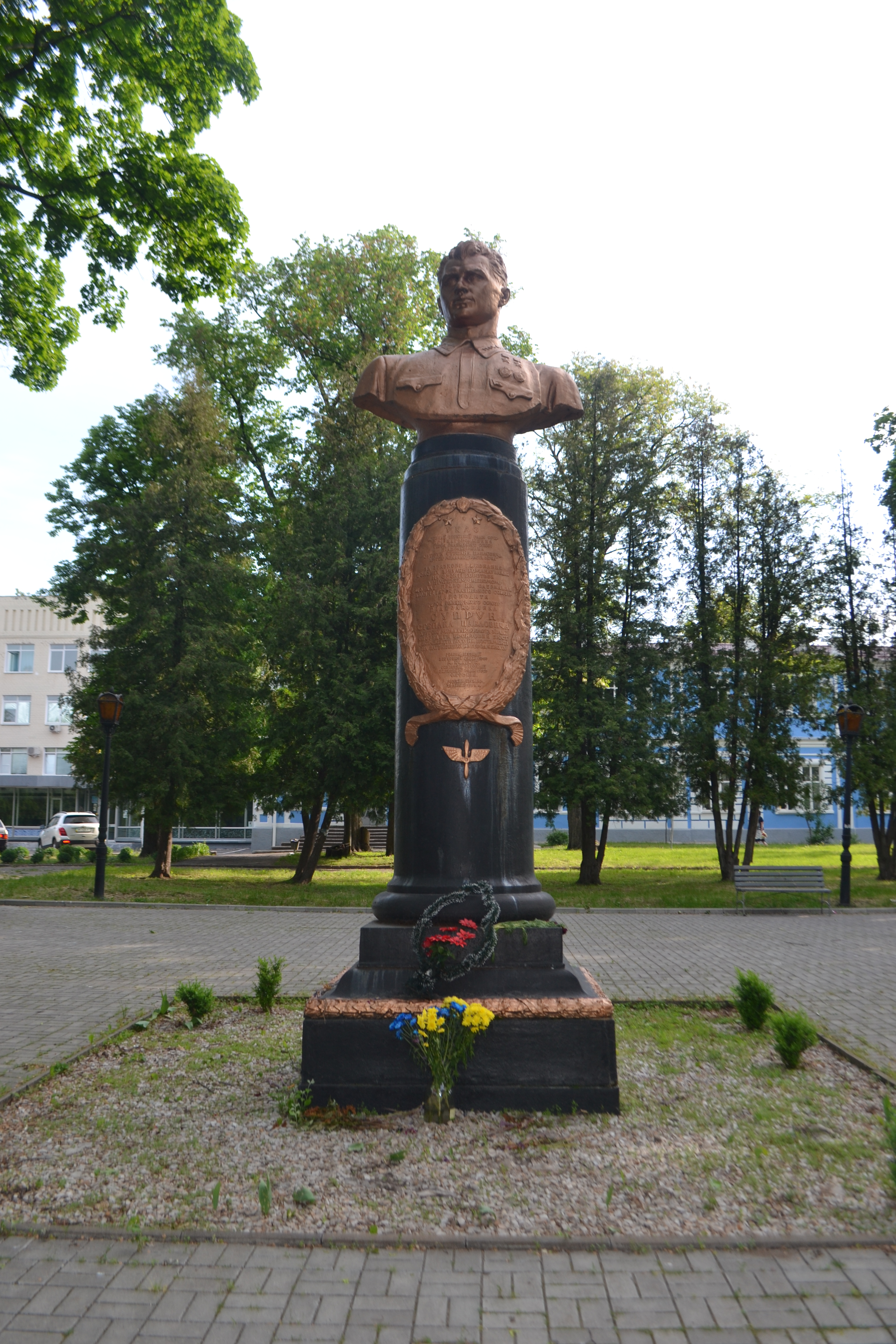
Погруддя Степану Супруну у місті Суми

### Друга версія
За іншою версією, яка описана в книзі «Истребитель „МиГ-3“», зокрема йдеться:
|  | При поверненні групи бомбардувальників, супроводжуваних МіГ-3, десятим йшов підполковник Супрун. Відокремившись від групи і бажаючи провести розвідку по дорозі Борисов—Орша, він знизився до малої висоти і, ймовірніше, був збитий вогнем із землі. У районі Толочина були знайдені згорілий літак і труп льотчика. Серед уламків знайдена Золота Зірка |

Однак більшість дослідників вважають, що Супрун був збитий у бою із шістьма ворожими винищувачами.
22 липня 1941 С. П. Супруну було посмертно присвоєне друге звання Героя Радянського Союзу.
Степана Павловича було перепоховане лише в 1960 році, на Новодівочому кладовищі Москви.

## Пам'ять
- 1947 року в Сумах було встановлено погруддя Степана Супруна.
- У містах Білопілля та Тростянець є вулиця Супруна.